# Tinneke Boonen
Tinneke Boonen (10 november 1981) is een Belgische voormalige
atlete, die gespecialiseerd was in de middellange afstand. Zij werd driemaal Belgisch kampioene.

## Loopbaan
Boonen veroverde verschillende jeugdtitels op de middellange afstand en het veldlopen. In 1997 veroverde ze op de 1500 m de Belgische indoortitel. Een jaar later kon ze deze titel verlengen. Op dezelfde afstand nam ze deel aan de wereldkampioenschappen U20 te Annecy. Ze werd uitgeschakeld in de reeksen. In 1999 werd ze voor de derde maal Belgisch indoorkampioene.
In het veldlopen werd Boonen eind 1998 zesde op de Europese kampioenschappen U20 te Ferrara.
Tinneke Boonen was net als haar vader André Boonen aangesloten bij Atletiek Club Duffel. Ze moest om gezondheidsredenen vroegtijdig haar atletiekcarrière beëindigen.

## Belgische kampioenschappen
Indoor
| Onderdeel | Jaar             |
| --------- | ---------------- |
| 1500 m    | 1997, 1998, 1999 |

## Persoonlijke records
Outdoor
| Onderdeel | Prestatie | Datum       | Plaats |
| --------- | --------- | ----------- | ------ |
| 800 m     | 2.08,98   | 4 juli 1998 | Uden   |
| 1500 m    | 4.19,35   | 30 mei 1998 | Duffel |

Indoor
| Onderdeel | Prestatie | Datum            | Plaats   |
| --------- | --------- | ---------------- | -------- |
| 800 m     | 2.10,54   | 15 februari 1998 | Gent     |
| 1500 m    | 4.21,43   | 9 februari 1997  | Gent     |
| 3000 m    | 9.22,99   | 23 januari 1999  | Den Haag |

## Palmares

### 1500 m
- 1997:  BK indoor AC - 4.21,43
- 1997:  EJOF in Lissabon - 4.30,13
- 1998:  BK indoor AC - 4.24,27
- 1998: 9e in reeks WK U20 in Annecy - 4.34,00
- 1999:  BK indoor AC - 4.22,81

### veldlopen
- 1998: 6e EK U20 te Ferrara
- 1998:  landenklassement EK U20